# Episodi di Berlin Station (prima stagione)
La prima stagione della serie televisiva Berlin Station, composta da 10 episodi, è stata trasmessa sul canale statunitense Epix dal 16 ottobre al 18 dicembre 2016.
In Italia, la stagione è stata interamente pubblicata il 19 maggio 2017 sul servizio on demand TIMvision.
| nº | Titolo originale            | Titolo italiano      | Prima TV USA     | Pubblicazione Italia |
| -- | --------------------------- | -------------------- | ---------------- | -------------------- |
| 1  | Station to Station          | Missione clandestina | 16 ottobre 2016  | 19 maggio 2017       |
| 2  | Lights Don't Run on Loyalty | Questione di lealtà  | 23 ottobre 2016  | 19 maggio 2017       |
| 3  | Riverrun Dry                | Caccia a rischio     | 30 ottobre 2016  | 19 maggio 2017       |
| 4  | By Way of Deception         | Inganni e bugie      | 6 novembre 2016  | 19 maggio 2017       |
| 5  | Unter Druck                 | Il disertore         | 13 novembre 2016 | 19 maggio 2017       |
| 6  | Just Decisions              | Decisioni            | 20 novembre 2016 | 19 maggio 2017       |
| 7  | Proof of Life               | Negoziazioni         | 27 novembre 2016 | 19 maggio 2017       |
| 8  | False Negative              | Falso negativo       | 4 dicembre 2016  | 19 maggio 2017       |
| 9  | Thomas Shaw                 | Identità svelata     | 11 dicembre 2016 | 19 maggio 2017       |
| 10 | Oratorio Berlin             | Stazione Berlino     | 18 dicembre 2016 | 19 maggio 2017       |

## Missione clandestina
- Titolo originale : Station to Station
- Diretto da: Michaël R. Roskam
- Scritto da: Olen Steinhauer

### Trama
Daniel Miller viene inviato alla Stazione di Berlino della CIA con una missione segreta per scoprire l'identità di Thomas Shaw, un whistleblower che vende informazioni riservate alla stampa tedesca.

## Questione di lealtà
- Titolo originale: Lights Don't Run on Loyalty
- Diretto da: Michaël R. Roskam
- Scritto da: Olen Steinhauer

### Trama
Daniel indaga sull'omicidio del corriere di Show mentre il capo della stazione Steven Frost e gli agenti Valerie Edwards e Robert Kirsch si scontrano nello loro indagini su un sospetto collaboratore dell'IS.